# Amanduskirche (Geel)

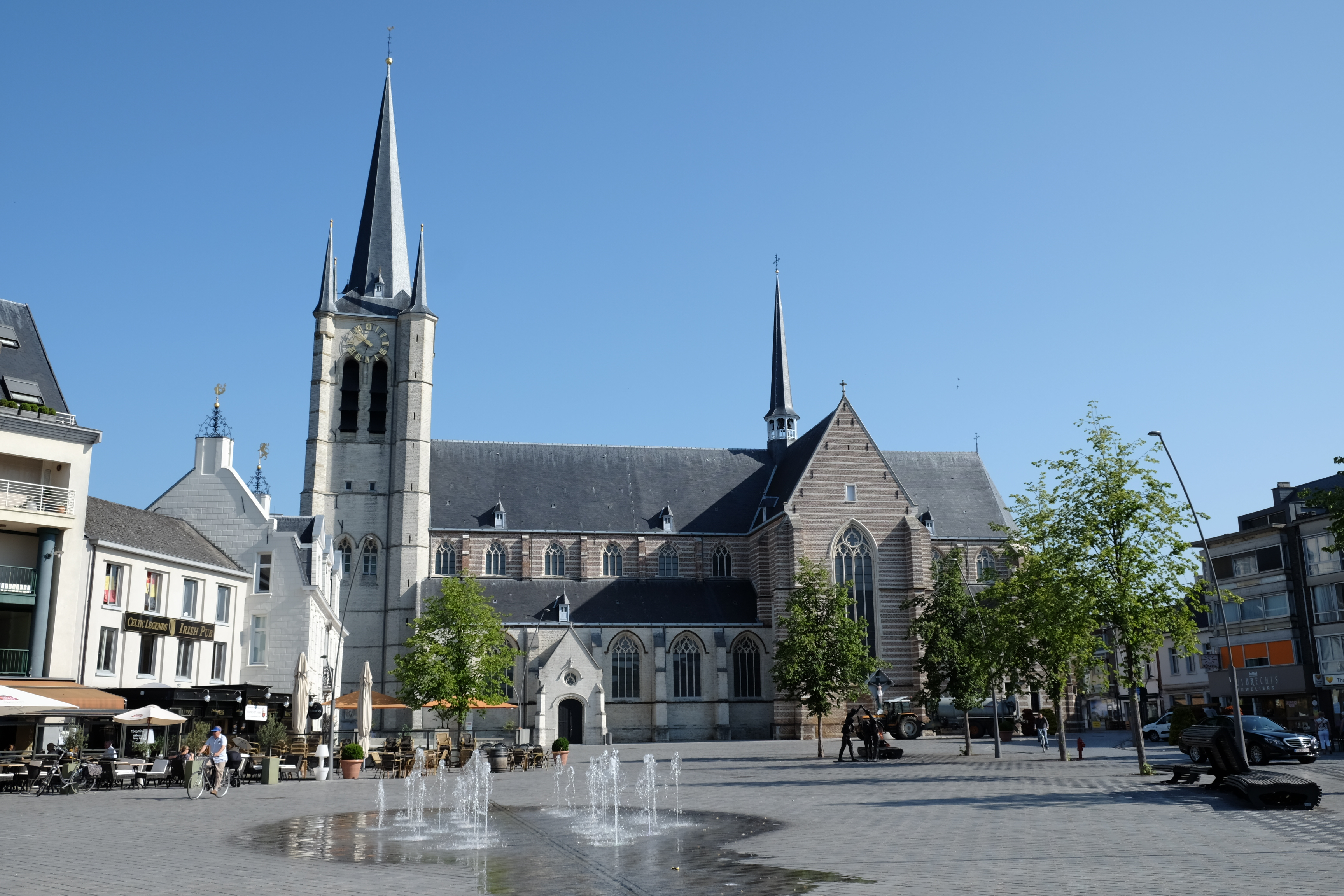
St. Amandus (Geel)

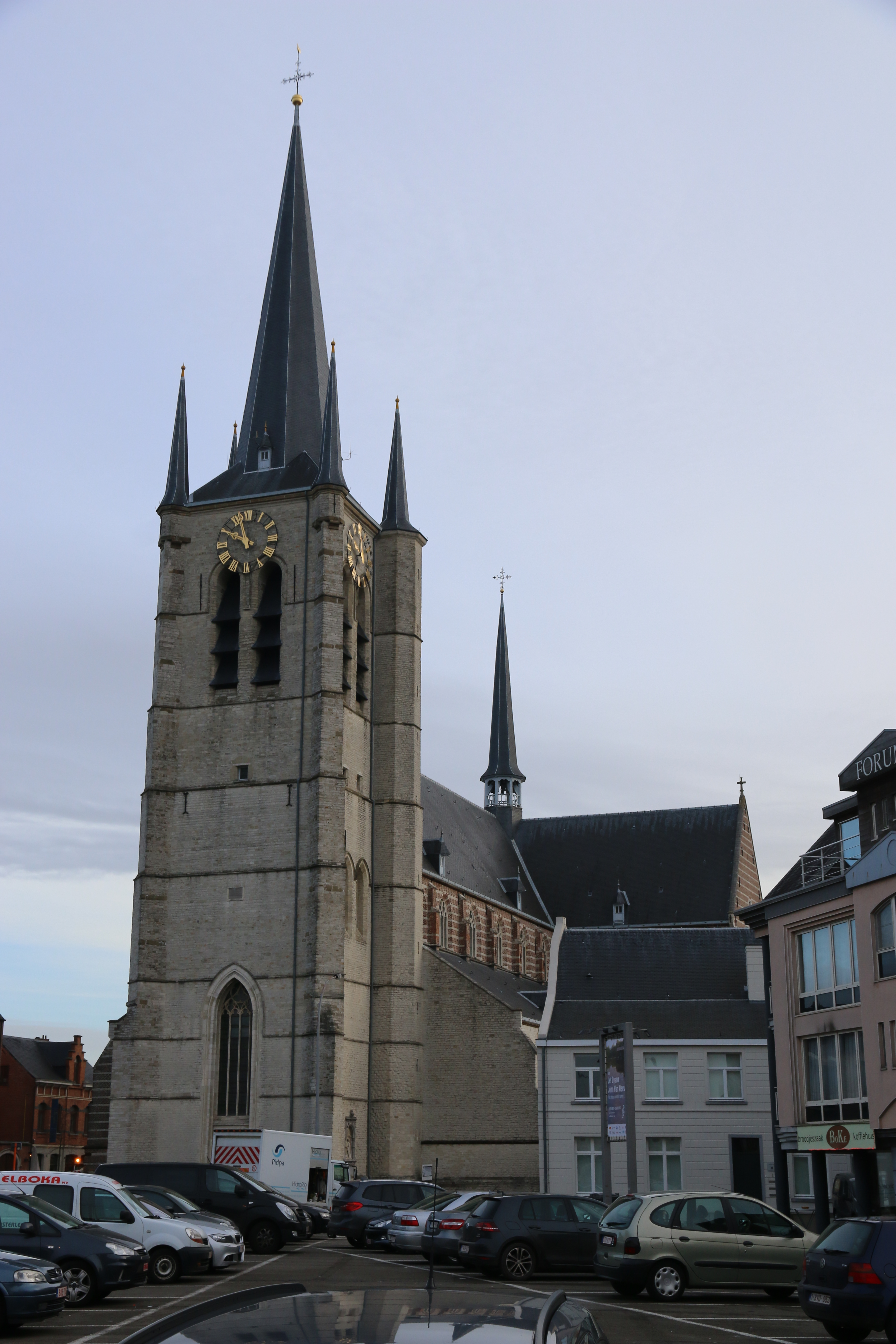
Westturm

Die römisch-katholische Kirche St. Amandus in Geel (niederländisch Sint-Amanduskerk) steht an der Nordseite des Marktplatzes. Es ist eine nach Osten ausgerichtete, kreuzförmige Basilika im spätgotischen Stil. Turm und ein Teil des südlichen Seitenschiffs entsprechen in Material und Stil der Brabanter Gotik, während das Kirchenschiff, der Chor und der Innenraum Merkmale der Kempener Gotik aufweisen. Der Turm diente als Belfried und Glockenturm.

## Geschichte
Nach einem Brand 1488 oder 1489 eines älteren Kirchengebäudes, von dem der untere Teil des Turms und ein Teil des südlichen Seitenschiffs aus der ersten Hälfte des 15. Jahrhunderts erhalten blieben, wurde die heutige Kirche in den Jahren 1490–1531 errichtet und 1532 geweiht. Die Kirche wurde im Lauf des 16. Jahrhunderts mehrfach restauriert; 1766 nach einem Entwurf von Egidius Culp (Turm); um 1850 (Dächer, Fenster und Innenraum), 1909–1913 nach einem Entwurf von P. Langerock, nach Kriegsschäden 1954–1956 nach einem Entwurf von R. van Steenbergen und 1977–1979 nach einem Entwurf von J. L. Stijnen. Eine erneute Restaurierung der Kirche erfolgte in den Jahren 1990–2000; der Turm wurde 1993–1995 von M. Vangenechten und das Kirchenschiff und der Chor 1998 von L. Sledsens restauriert.

## Beschreibung
Der Grundriss zeigt eine dreischiffige kreuzförmige Basilika mit einem achteckigen Westturm mit verjüngter Turmspitze, einem sechsjochigen Langhaus und Seitenschiffen, einem zweijochigen Querschiff mit flachem Abschluss, einem dreijochigen Chor mit dreiseitigem Abschluss, niedrigeren Seitenkapellen mit flachem Abschluss und einem späteren Pseudochorumgang. Als Baumaterial wurde  verwendet: Sandstein (Turm, südliches Seitenschiff und als Specklagen), Ziegel und Eisensandstein (außen vereinzelt, einschließlich einiger Rahmen; häufig im Inneren); Schieferdach mit Vierungsturm.
Das Äußere wird durch den viereckigen Westturm mit Eckstrebepfeilern und polygonalen Treppentürmen unter schiefergedeckten Spitzhelmen dominiert. Das Mauerwerk des Schiffes ist horizontal durch umgebende Specklagen verziert. Die Nord- und Südfassade sind mit gekuppelten Spitzbogenfenstern ausgestaltet, die Westseite zeigt die Inschrift „DOM renovat anno …“ im quadratischen Untergeschoss; das Obergeschoss ist mit gekuppelten Spitzbogenfenstern versehen. Die Südfassade ist mit einem Bauernkriegsdenkmal von 1898 des Löwener Bildhauers B. van Uytvanck versehen: Es zeigt eine Spitzbogenreliefplatte mit figürlicher Darstellung und üblicher Ikonographie in einem neugotischen Hartsteinrahmen mit verzierten Säulen unter Fialtürmen und Wappenschildern. Das Kirchenschiff und die Seitenschiffe werden von Strebepfeilern eingerahmt und sind – mit Ausnahme des südlichen Seitenschiffs – reich mit Stuck, Spitzbogenlamellen und (neu)gotischem Maßwerk verziert. Die Südseite wird mit einem hervortretenden einjochigen Portal (1790) mit Spitzgiebel, Korbbogentür und Fenster erschlossen. Mehrere fragmentarische Spuren von Eisensandstein sind zu finden, darunter ein vermauerter Türbogen auf der Nordseite. Südlich der Kirche steht ein so genannter Kreuz-Heiland von 1810 von M. Janssens (1765–1856) vom ehemaligen Friedhof.

## Inneres
Der teilweise verputzte und bemalte Innenraum zeigt eine kontrastierende Verwendung von Ziegeln und Eisensandstein für Säulen, Spitzbögen und Kreuzrippengewölbe auf Diensten und Halbsäulen (Seitenschiffe).

## Ausstattung
Zu den Gemälden gehören Darstellungen des Schweißtuchs der Veronika, ein Triptychon mit der Anbetung der Heiligen Drei Könige, ein Triptychon mit Golgathadarstellung, der Grablegung, der Auferstehung, St. Amand und St. Dymphna und den vier Evangelisten aus dem 16. Jahrhundert; Jesus, der die Schlange zertritt aus dem Jahr 1674 und Darstellungen der Heiligen Dreifaltigkeit aus dem Jahr 1670, beide von J. van Rintel, eine Enthauptung des Heiligen Johannes aus dem 17. Jahrhundert; als  Kopien von Rubens aus dem 18. Jahrhundert: Eine Kreuzabnahme und die Himmelfahrt Mariens, sowie das Martyrium des Heiligen Georg wurden von F.J. De Backer in der Mitte des 19. Jahrhunderts geschaffen.
Im Altarraum ist eine barocke Skulptur mit der Darstellung der Eucharistie unter einem gebrochenen Gesims auf Konsolen aufgestellt. Unter den Skulpturen sind weiterhin ein polychromierter Kalvarienberg aus dem 15. Jahrhundert, polychromierte oder weiß gestrichene Holzstatuen der Madonna, der Heiligen Dymphna, des Heiligen Rochus und des Heiligen Gerebernus aus dem 16. Jahrhundert; Steinstatuen des Heiligen Josef mit Kind und an den Säulen des Mittelschiffs aus dem 17. Jahrhundert: Christus, Madonna und Apostel aus der zweiten Hälfte des 17. Jahrhunderts (eine Statue soll 1682 datiert sein); polychromierte Holzstatue des Heiligen Amandus und zwei Reliefs aus weiß bemaltem Holz aus dem 18. Jahrhundert, sowie eine Kopie der Statue des Heiligen Hubertus in der St.-Jakobs-Kirche in Löwen von van Uytvanck aus dem 19. Jahrhundert.
Die Kirche enthält Ausstattungsstücke im Barockstil, darunter Seitenaltäre aus Marmor und marmoriertem Holz, 1665 von Cornelis Van Mildert und um 1665 von Gijsbrecht Hechtermans. Ein Portikus-Altar wurde 1672 von Antoni Vandencruys geschaffen.
Der Hauptaltar aus marmoriertem Holz stammt von 1746–1748 von Theodoor Verhaegen. Das Chorgestühl aus Eiche wurde von 1662–1664 von Gijsbrecht Hechtermans hergestellt. Zwei Beichtstühle aus Eichenholz von Gijsbrecht Hechtermans stammen aus der Zeit um 1684. Außerdem finden sich Beichtstühle aus dem 18. Jahrhundert (1779/1780) von Pieter Valckx und im Querschiff und in den Seitenschiffen Verkleidungen mit eingebauten Beichtstühlen (1744–1793) von Jan Frans Van Geel.
Eine neogotische Kommunionbank wurde 1912 von Benoit Van Uytvanck gearbeitet. Die Eichenholzkanzel ist ein Werk aus den Jahren 1738–1744 von Willem Ignatius Kerricx. Die Orgel ist ein mehrfach umgebautes Werk von Christiaan Penceler mit einem reichgeschnitzten Gehäuse aus Eiche von Pieter Convent (1717) mit heute 36 Registern auf drei Manualen und Pedal.
Das Taufbecken stammt aus dem 15. Jahrhundert mit einem Deckel aus dem 17. Jahrhundert und Griff aus dem 19. Jahrhundert. Die Chorschranke von Peter Scheemakers besteht aus schwarzem und weißem Marmor, datiert „ANNO 1693“. Mehrere Glasmalereien wurden von Camille Gantin Defoin im ersten Viertel des 20. Jahrhunderts und von J. Huet 1967 geschaffen. Ein Opferstock stammt aus der Mitte des 18. Jahrhunderts. Mehrere Grabsteine sind auch zu erwähnen.